# Francolim-cinzento
O francolim-cinzento (Ortygornis pondicerianus) é uma espécie de francolim encontrada nas planícies e nas partes mais secas do subcontinente indiano e do Irã. Antigamente, essa espécie também era chamada de perdiz-cinzenta, que não deve ser confundida com a perdiz-cinzenta europeia. São aves que vivem principalmente no solo e são encontradas em terras cultivadas abertas, bem como em matagais, e seu nome local (teetar) se baseia em seus chamados, um alto e repetido Ka-tee-tar... tee-tar que é produzido por uma ou mais aves. O termo teetar também pode se referir a outras perdizes e codornas. Durante a época de reprodução, os machos atraem desafiantes, e iscas eram usadas para prender essas aves, especialmente para luta de galos.

## Taxonomia
O francolim-cinzento foi formalmente descrito em 1789 pelo naturalista alemão Johann Friedrich Gmelin em sua edição revisada e ampliada do Systema Naturae de Lineu. Ele o colocou junto com todos os pássaros do gênero Tetrao [en] e cunhou o nome binomial Tetrao pondicerianus. Gmelin baseou sua descrição no “Le perdix de Pondichéry”, descrito em 1782 pelo naturalista francês Pierre Sonnerat em sua obra Voyage aux Indes orientales et a la Chine. O francolim-cinzento era anteriormente colocado no gênero Francolinus. Com base em um estudo filogenético publicado em 2019, o francolim-cinzento, juntamente com o francolim-de-poupa e o francolim-palustre [en], foram transferidos para o gênero ressuscitado Ortygornis, que havia sido introduzido em 1852 pelo naturalista alemão Heinrich Gottlieb Ludwig Reichenbach. O nome do gênero combina a palavra em grego antigo ortux, que significa “codorna”, com ornis, que significa “pássaro”. O epíteto específico pondicerianus vem do topônimo Pondicheri, uma cidade no sudeste da Índia.
São reconhecidas três subespécies:
- O. p. mecranensis (Zarudny [en] & Härms, 1913)[10] - sul do Irã e sul do Paquistão

- O. p. interpositus (Hartert, E, 1917) - leste do Paquistão, norte da Índia e Nepal

- O. p. pondicerianus (Gmelin, JF, 1789) - sul da Índia e Sri Lanka

## Descrição
Essa ave é um francolim de tamanho médio, com machos com média de 29 a 34 cm e fêmeas com média de 26 a 30 cm. Os machos pesam de 260 a 340 g, enquanto o peso das fêmeas é de 200 a 310 g. O francolim apresenta faixas ao longo do corpo e o rosto é pálido com uma borda preta fina na garganta pálida. A única espécie semelhante é o francolim-pintado, que tem um respiradouro rufoso. O macho pode ter até dois esporões nas pernas, enquanto as fêmeas geralmente não os têm. A subespécie mecranensis é mais pálida e é encontrada no noroeste árido da Índia, no leste do Paquistão e no sul do Irã. A subespécie interpositus é mais escura e intermediária, encontrada no norte da Índia. A raça indicada na península do sul da Índia tem populações com garganta e listra superciliar mais escuras e marrom mais rico. São aves de voo fraco e voam distâncias curtas, escapando para a vegetação rasteira depois de alguns picos de voo. Em voo, apresenta uma cauda castanha e penas primárias escuras. A raça no Sri Lanka às vezes recebe o nome de ceylonensis ou é considerada como pertencente à raça indicada.

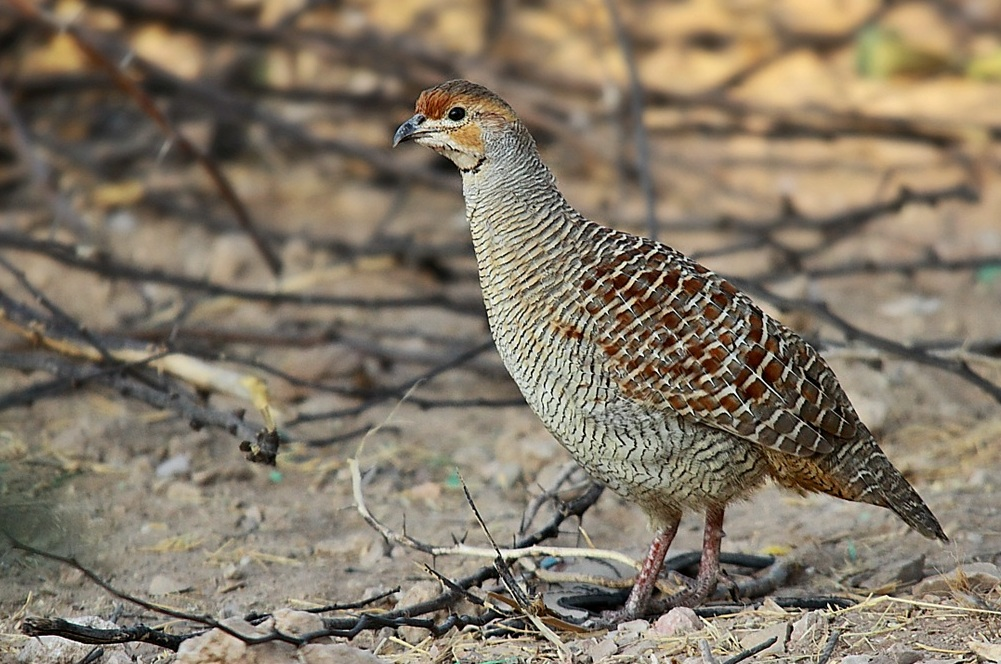
Francolim-cinzento em Bikaner, Rajastão, Índia.

## Distribuição e habitat
O francolim-cinzento é normalmente encontrado forrageando em solo nu ou coberto de grama baixa em matagal e campo aberto, e raramente é encontrado acima de uma altitude de 500 m acima do nível do mar na Índia e 1200 m no Paquistão. Sua distribuição é ao sul dos contrafortes do Himalaia, a oeste do Vale do rio Indo e a leste de Bengala. Também é encontrada no noroeste do Sri Lanka. Populações introduzidas são encontradas nas Ilhas Andamão e no Arquipélago de Chagos. Foram introduzidas em Nevada e no Havaí, juntamente com várias outras espécies de francolim.

## Comportamento e ecologia

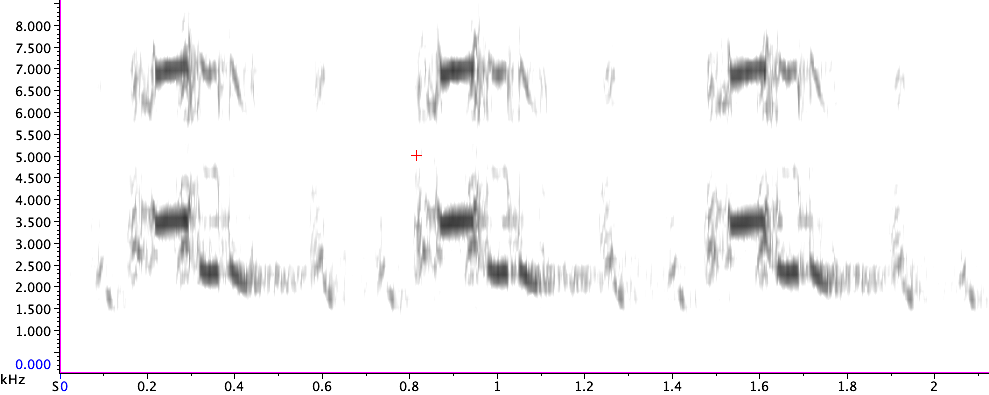
Sonograma da chamada do francolim-cinzento.

Os chamados altos dos pássaros são comumente ouvidos no início das manhãs. Às vezes, pares de pássaros fazem um dueto. O canto da fêmea é um tee...tee...tee repetido e, às vezes, um kila...kila...kila e o canto de desafio kateela...kateela...kateela é um dueto. Eles geralmente são vistos em pequenos grupos.

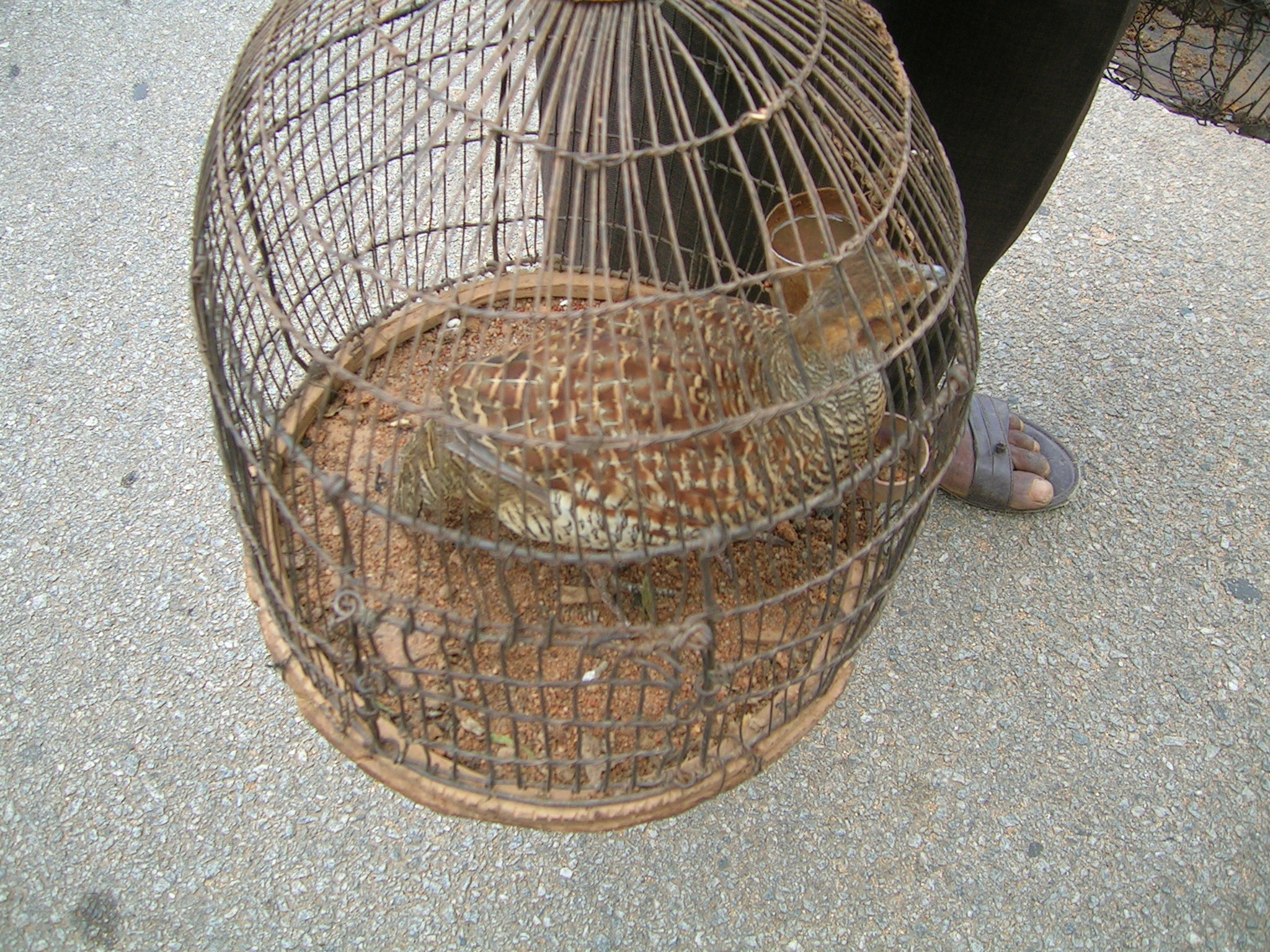
Um chamariz em cativeiro.

A principal estação de reprodução é de abril a setembro e o ninho é um buraco escondido no chão. Às vezes, o ninho pode ser feito acima do nível do solo em um nicho em uma parede ou rocha. A ninhada é de seis a oito ovos, mas já foram observadas ninhadas maiores, o que pode refletir o parasitismo intraespecífico da ninhada.
A alimentação inclui sementes, grãos e insetos, principalmente cupins e besouros (especialmente das famílias Tenebrionidae [en] e Carabidae). Ocasionalmente, podem pegar presas maiores, como cobras.
Eles se empoleiram em grupos em árvores baixas e espinhosas.
Várias espécies de ácaros de penas, helmintos e parasitas sanguíneos foram descritas para a espécie.

## Status
Eles são caçados em grande parte de sua área de distribuição usando redes baixas e são facilmente capturados com o uso de chamarizes de pássaros.

## Na cultura

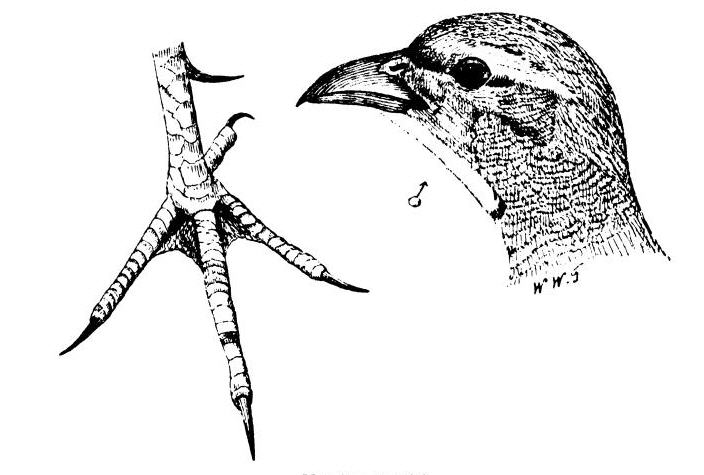
Os esporões do macho. De Le Messurier, 1904.

A espécie é domesticada há muito tempo em áreas do norte do subcontinente indiano, onde é usada para luta de galos. As aves domesticadas podem ser grandes, com cerca de 500-600g, em comparação com 250g das aves selvagens. Em geral, elas são cuidadosamente criadas à mão e se tornam tão mansas e confiantes quanto um cão de estimação.

Vários autores descreveram a corrida das aves como sendo particularmente graciosa:
Elas correm muito rápida e graciosamente; parecem deslizar em vez de correr, e o amante nativo não pode fazer um elogio maior à sua amante do que comparar seu andar ao da perdiz. - A. O. Hume citado em Ogilvie-Grant
John Lockwood Kipling [en], pai de Rudyard Kipling, escreveu sobre essa e outras perdizes, como a perdiz-chucar:
A criatura segue seu dono com um andar rápido e bonito que sugere uma garota graciosa tropeçando com uma saia cheia bem levantada. O amante indiano não pode fazer um elogio maior à sua amada do que dizer que ela corre como uma perdiz. Na poesia, o semblante é uma das metáforas indianas mais comuns. Na poesia, também, a perdiz é associada à lua e, como o lótus, supõe-se que esteja sempre desejando-a, enquanto se diz que o chikore come fogo. - Kipling, 1904